# Marble Arch

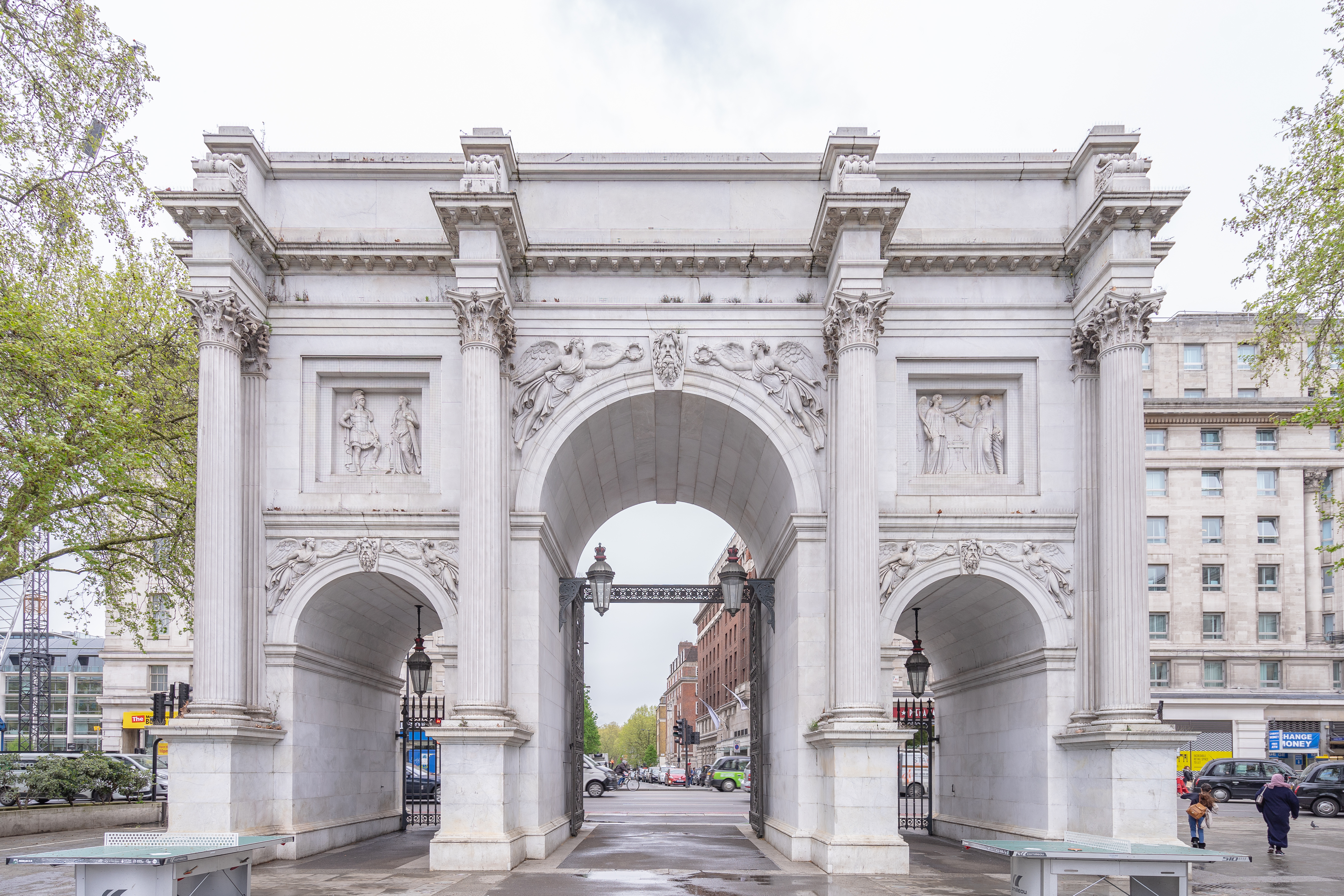
Marble Arch với lối kiến trúc Regency

Marble Arch là một địa danh di tích cổng vòm bằng đá cẩm thạch được xây dựng vào thế kỷ 19. Công trình được John Nash thiết kế theo kiến trúc khải hoàn môn, mừng chiến thắng của nước Anh trên đất liền và trên biển trong Chiến tranh Napoléon, cũng như đóng vai trò là cổng vào Cung điện Buckingham.
Người ta nói rằng chỉ có các thành viên hoàng gia và lính pháo binh hoàng gia được phép đi qua phía dưới Marble Arch. Điều này xảy ra trong các cuộc diễu hành.
Trong khu vực xung quanh có một số tên gọi được đặt theo cổng vòm đá Marble Arch, đặc biệt là phần phía nam của Đường Edgware, và cả ga tàu điện ngầm. Cổng vòm đá không phải là một phần của Công viên Hoàng gia và được duy trì bởi Hội đồng Thành phố Westminster.

## Thiết kế

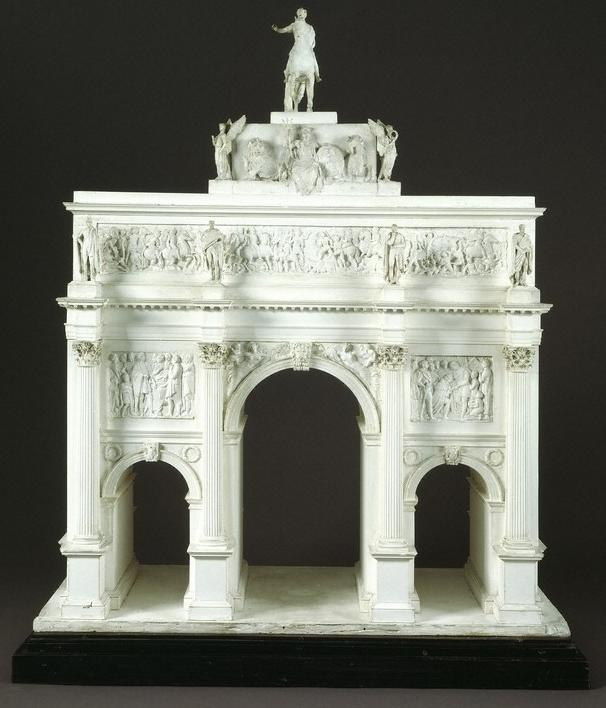
Mô hình kiến trúc của Marble Arch năm 1826

Cấu trúc ban đầu được lấy cảm hứng dựa trên Khải hoàn môn Constantinus ở Roma, và Khải hoàn môn Carrousel ở Paris. Thiết kế được tạo ra bởi John Nash khi đối xứng mặt tiền với đá cẩm thạch ở Carrara, với các chi tiết trang trí bằng đá cẩm thạch được khai thác từ các mỏ đá gần Seravezza.
Cổng vòm cao 45 foot (14 m), và có kích thước 60 x 30 foot (18,3 x 9,1 m) theo hướng đông-tây và bởi hướng bắc-nam.

## Lịch sử
Vị trí hiện tại của Marble Arch có một lịch sử lâu đời hơn, khi quá khứ không được kể đến. Được biết đến với tên Tyburn Tree, đây là nơi hành quyết công khai trong gần 600 năm, và 'Tree' là nơi có những giá treo cổ khét tiếng trên Tyburn, được sử dụng cho đến thế kỷ 18, khi các vụ hành quyết được chuyển đến Nhà tù Newgate. Những người bị treo cổ tại Tyburn bao gồm tên tội phạm nổi tiếng và kẻ phá tù Jack 'the lad' Sheppard. Và sau sự phục hưng của vua Charles II, thi thể Oliver Cromwell đã được đào lên và treo một cách tượng trưng từ Tyburn Tree.

### Ý tưởng

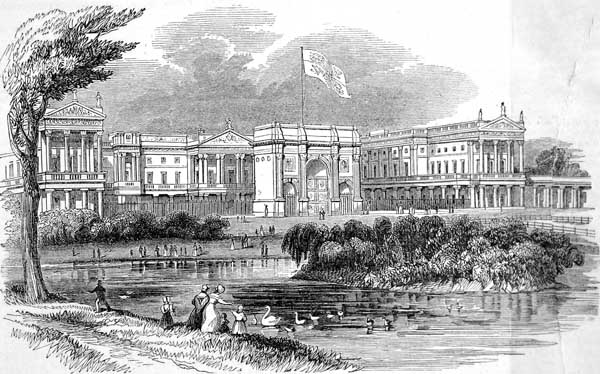
Cung điện Buckingham: mặt tiền phía đông từ Công viên St. James của John Nash, 1846

Quy hoạch kiến trúc cho Marble Arch bắt đầu từ thời vua George IV. Nhà vua ủy thác kiến trúc sư nổi tiếng John Nash, ông người đứng sau các công trình đô thị như Phố Regent, Công viên Regent và Quảng trường Trafalgar cho dự án vào năm 1828. Ý tưởng hoá để ăn mừng chiến thắng của Vương Quốc Anh trong Chiến tranh Napoléon, mở ra con đường lớn cho Cung điện Buckingham.
Khái niệm ban đầu của Nash cho cổng vòm là một sự hào nhoáng với những đường diềm. Dự án xây dựng được giao cho John Flaxman, người không may qua đời trước khi ông có thể hoàn thành nó. Sau khi ông qua đời, công việc được trao cho ba kiến trúc sư khác bao gồm Edward Hodges Baily, JCF Rossi, và Sir Richard Westmacott, người được biết đến với một số bức tượng và tượng đài nổi tiếng khác trên khắp Vương quốc Anh.
Năm 1829, một bức tượng George IV cưỡi ngựa bằng đồng đã được ủy quyền từ Ngài Francis Chantrey, với ý định đặt nó trên đỉnh vòm. Việc xây dựng bắt đầu vào năm 1827, nhưng đã bị cắt ngắn vào năm 1830, sau cái chết của vua George IV, dự án đã bị thu hẹp đáng kể bởi người kế nhiệm William IV.
Công việc được khởi công lại vào năm 1832, khi Công tước Wellington, người phụ trách dự án, đã sa thải Nash vì bội chi, thay thế ông bằng một kiến trúc sư khác, lần này dưới sự giám sát của Edward Blore. Blore đã giảm đáng kể sân gác mái của Nash và bỏ qua tác phẩm điêu khắc của công trình, bao gồm cả bức tượng của George IV. Cổng vòm được hoàn thành vào năm 1833.

### Tái thiết di dời

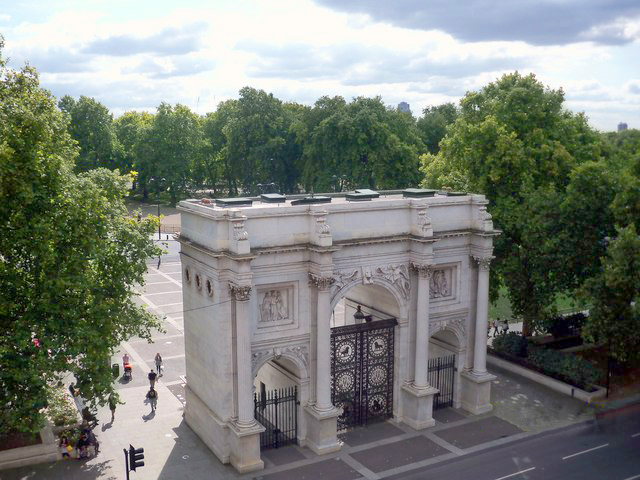
Cổng vòm đá nhìn từ trên cao

Sau khi Victoria của Anh lên ngôi và chuyển đến Cung điện Buckingham vào năm 1837, cho đến lúc đó vẫn chưa có người ở.
Cổng vòm đá được đặt ở lối vào sân của Cung điện Buckingham, đứng như một cửa ngõ nghi lễ của Hoàng thất và các thành viên của Lực lượng Bảo vệ Hoàng gia. Marble Arch đặt tại Cung điện trong mười bảy năm, nhưng công trình bị lu mờ và được coi là không đạt yêu cầu. Giải pháp là mở rộng cho cung điện bằng cách bao quanh cung điện với một phạm vi phía đông mới. Mặt tiền này ngày nay là mặt tiền chính và mặt công cộng của cung điện và che chắn các mặt tiền bên trong có chứa các đường diềm và viên bi phù hợp và bổ sung cho các vòm.
Do đó, công việc mở rộng công trình đã diễn ra. Vào năm 1850, Marble Arch đã bị dỡ bỏ và di chuyển cổng vòm đến vị trí hiện tại ở Cổng Cumberland, của góc Công viên Hyde nơi nó vẫn còn tồn tại đến ngày nay, đóng vai trò là lối vào công viên. Công trình xây dựng lại Marble Arch đã được giám sát bởi kiến trúc sư Thomas Cubitt, người đã hoàn thành toàn bộ quá trình phức tạp chỉ trong ba tháng.
Kế hoạch là biến vòm thành một điểm lớn để vào công viên hoàng gia, đúng thời điểm Triển lãm lớn năm 1851. Việc xóa bỏ là một thành công, rất đông người dân đã đi qua tuyến đường.
Năm 1908, một sơ đồ đường mới cắt qua công viên ở phía nam Arch khiến nó tách biệt hoàn toàn với Hyde Park. Kể từ khi hoàn thành, nó tiếp tục được sử dụng trong các đám rước hoàng gia, bao gồm cả huấn luyện viên nhà nước vàng được sử dụng trong lễ đăng quang của Nữ vương Elizabeth II đi qua cổng vào năm 1953.
Ba phòng nhỏ bên trong cổng vòm đá được xây dựng lại đã được sử dụng làm đồn cảnh sát từ năm 1851 cho đến ít nhất là năm 1968 (John Betjeman đã thực hiện một chương trình bên trong vòm vào năm 1968 và gọi nó là một đồn cảnh sát đầy đủ chức năng).
Trong những năm 1960, các con đường vẫn được mở rộng hơn nữa, khiến Marble Arch ở vị trí biệt lập hiện tại, không còn là một phần của Công viên Hoàng gia. Các địa điểm xung quanh cổng vòm đá ngày nay được duy trì bởi Hội đồng thành phố Westminster.
Năm 1970, Marble Arch được liệt kê Danh sách di tích Lịch sử nước Anh hạng I.

## Giao thông

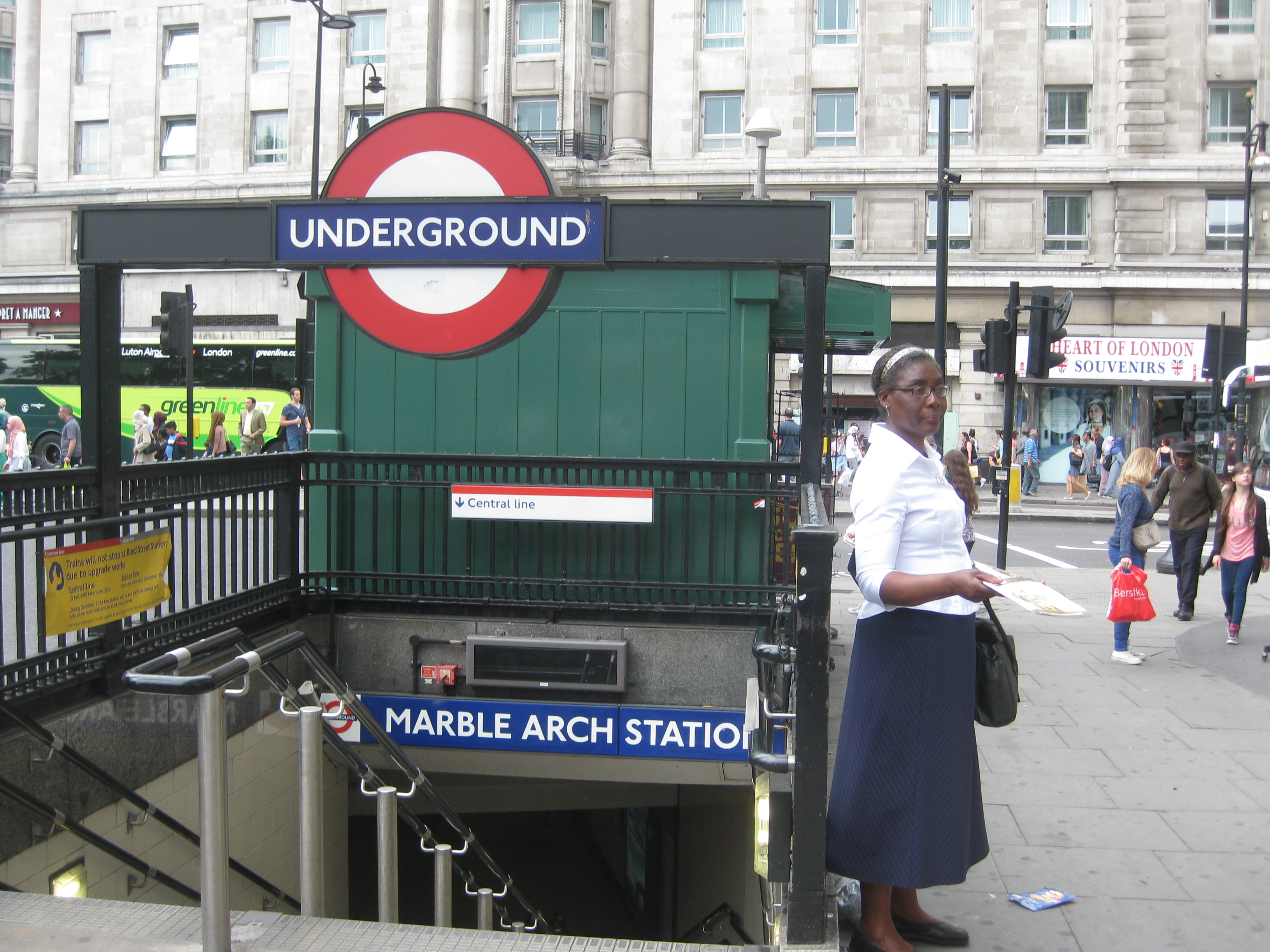
Trạm ga Marble Arch

Khu vực xung quanh cổng vòm đá tạo thành một ngã ba đường lớn nối từ Phố Oxford về hướng đông, Park Lane (A4202) ở hướng nam, Đường Bayswater (A402) ở hướng tây và Đường Edgware (A5) ở hướng tây bắc. Con đường ngắn trực tiếp đến phía bắc của cổng vòm đá còn được gọi là Marble Arch.
Cổng vòm đá kết nối tầm nhìn tới quận Mayfair, Marylebone và thường là tất cả khu St George's Field, Marylebone (phía tây đường Edgware) đều ở Thành phố Westminster, London, W1H.
Cổng Marble Arch cũng được đặt tên theo trạm tàu điện ngầm gần nhất, Marble Arch Tube, tuyến chính kết nối nó với khách sạn Park Grand London của Kensington và các khu vực khác của thành phố.

## Thư viện hình ảnh

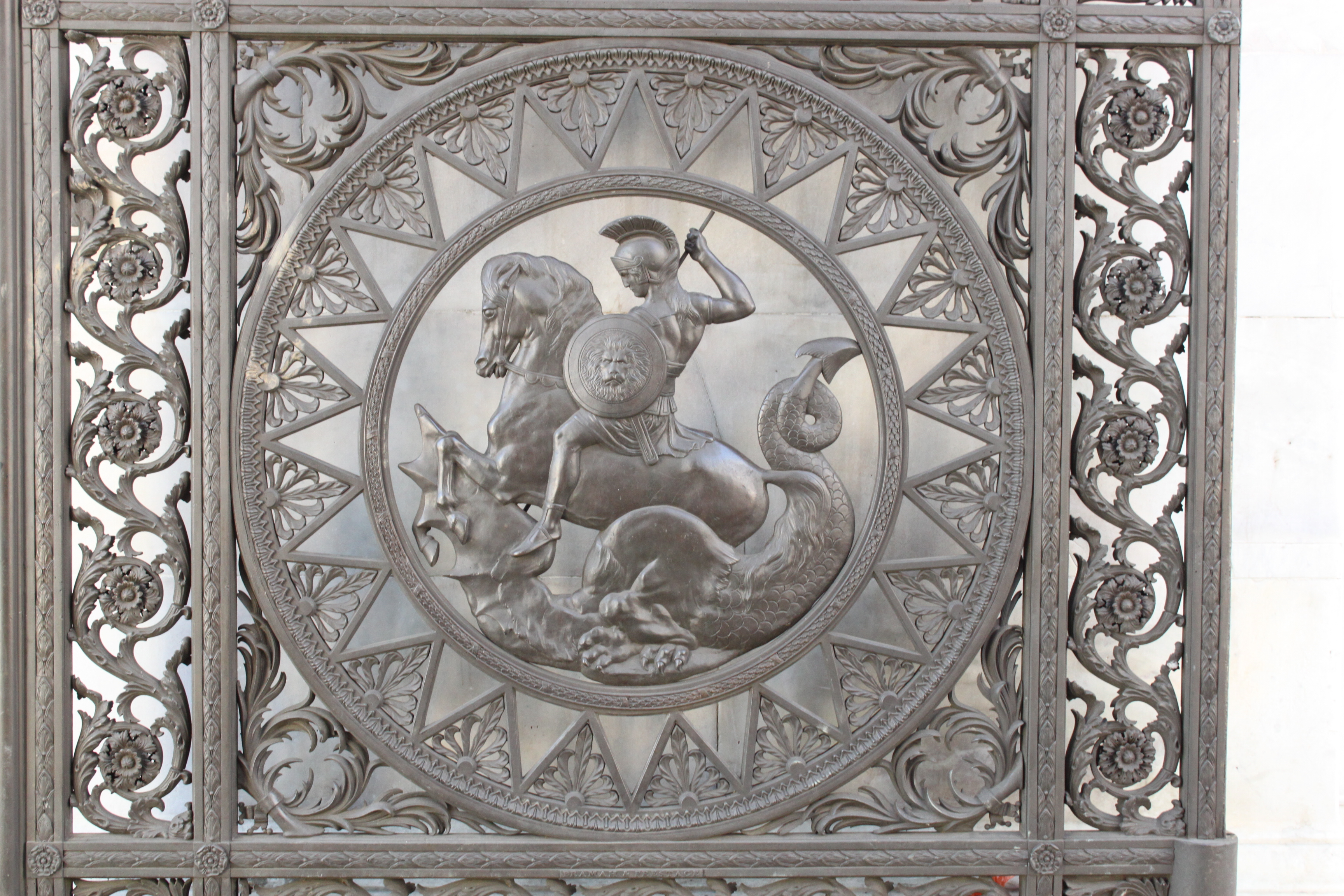
Chi tiết cánh cổng vòm
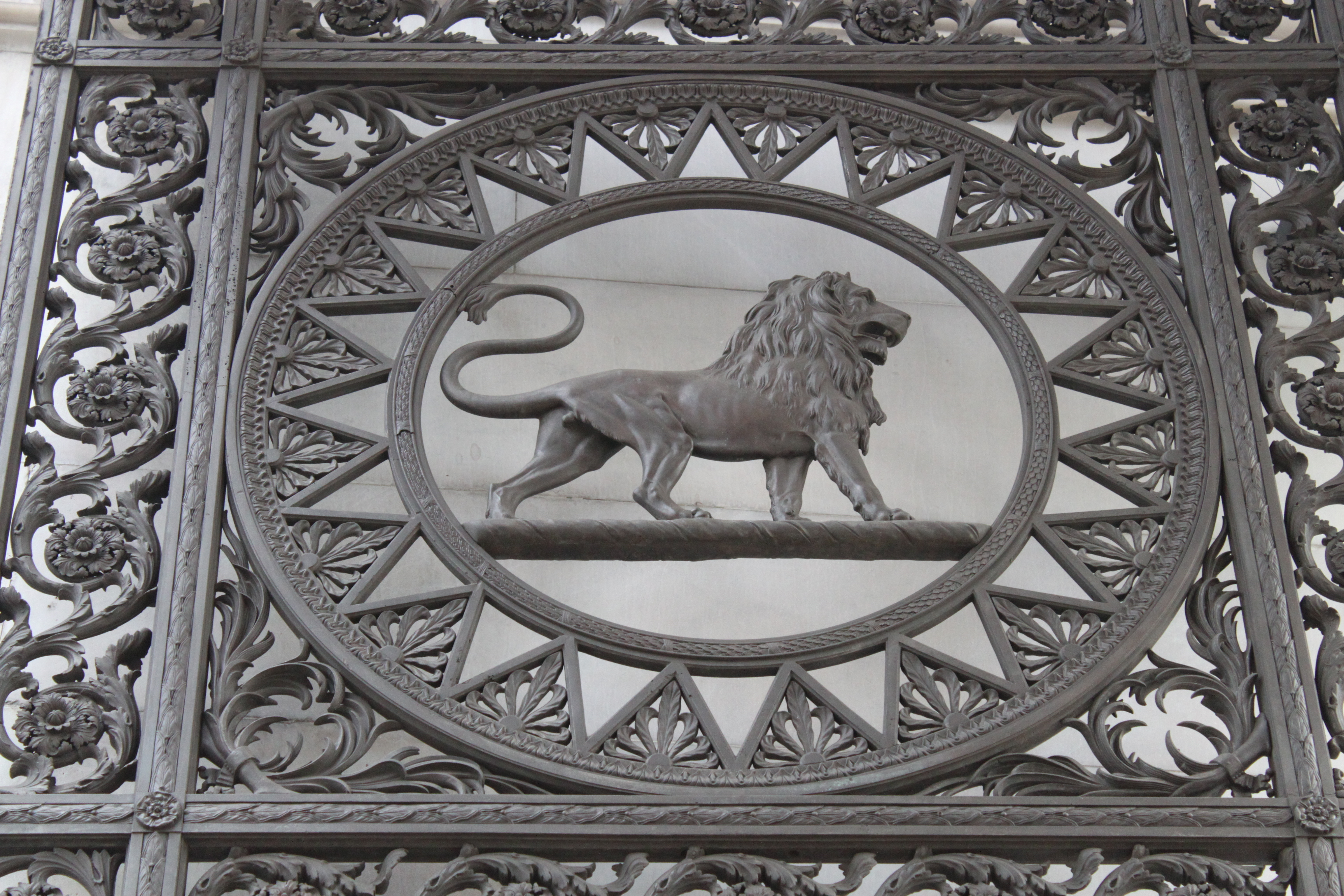
Chi tiết cánh cổng vòm
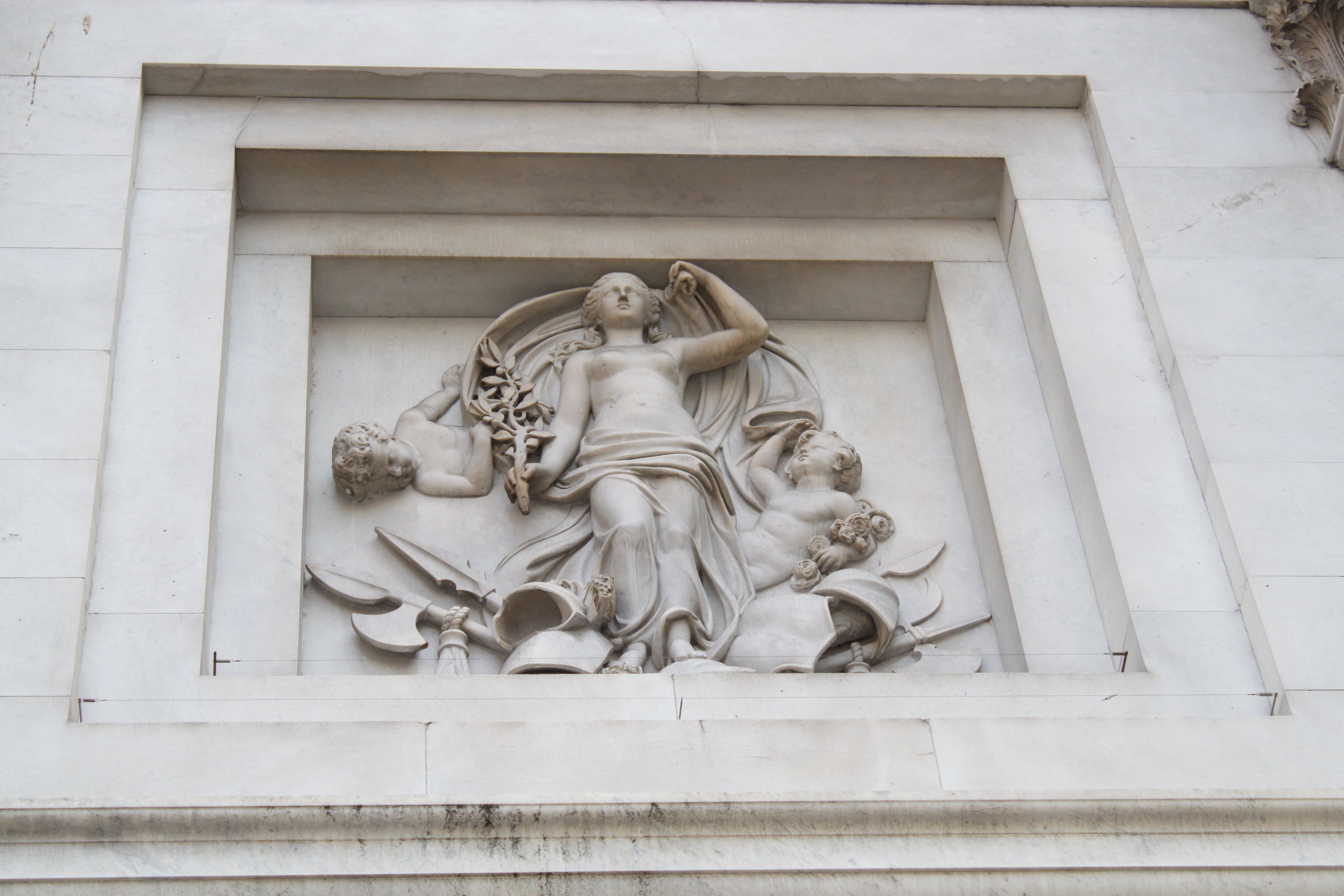
Chạm khắc trên tường
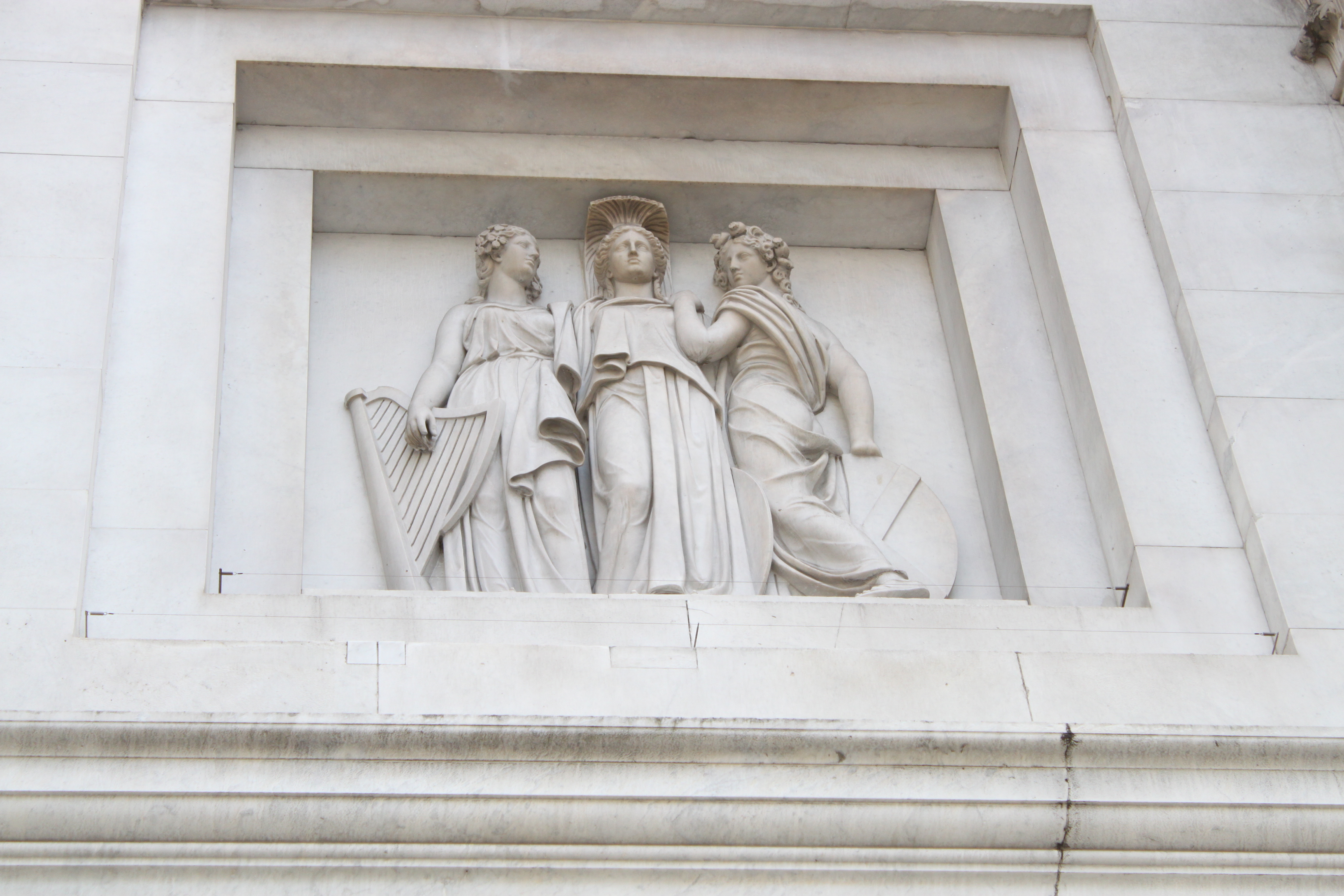
Chạm khắc trên tường
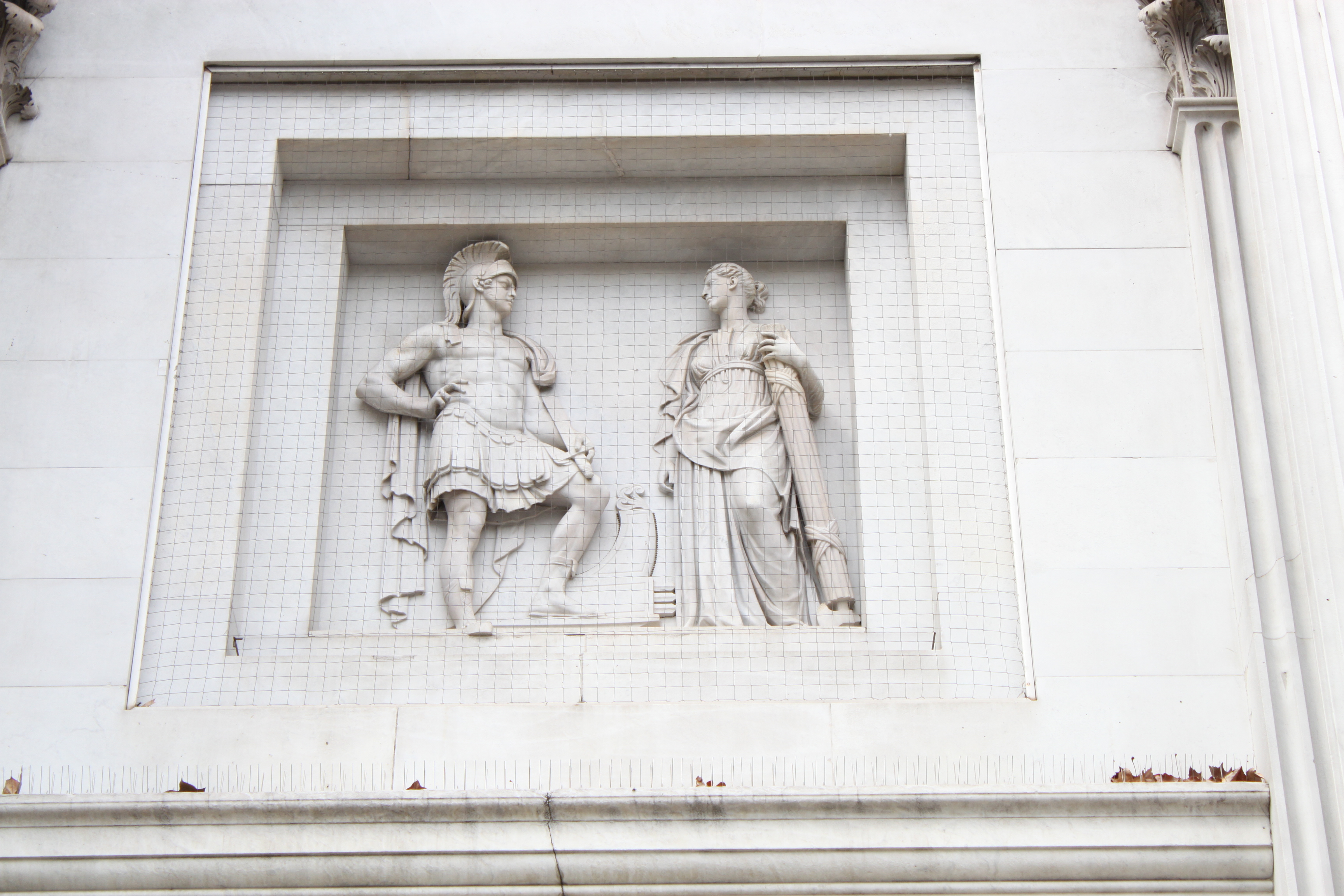
Chạm khắc trên tường

### Tác phẩm điêu khắc được sử dụng ở các địa điểm khác

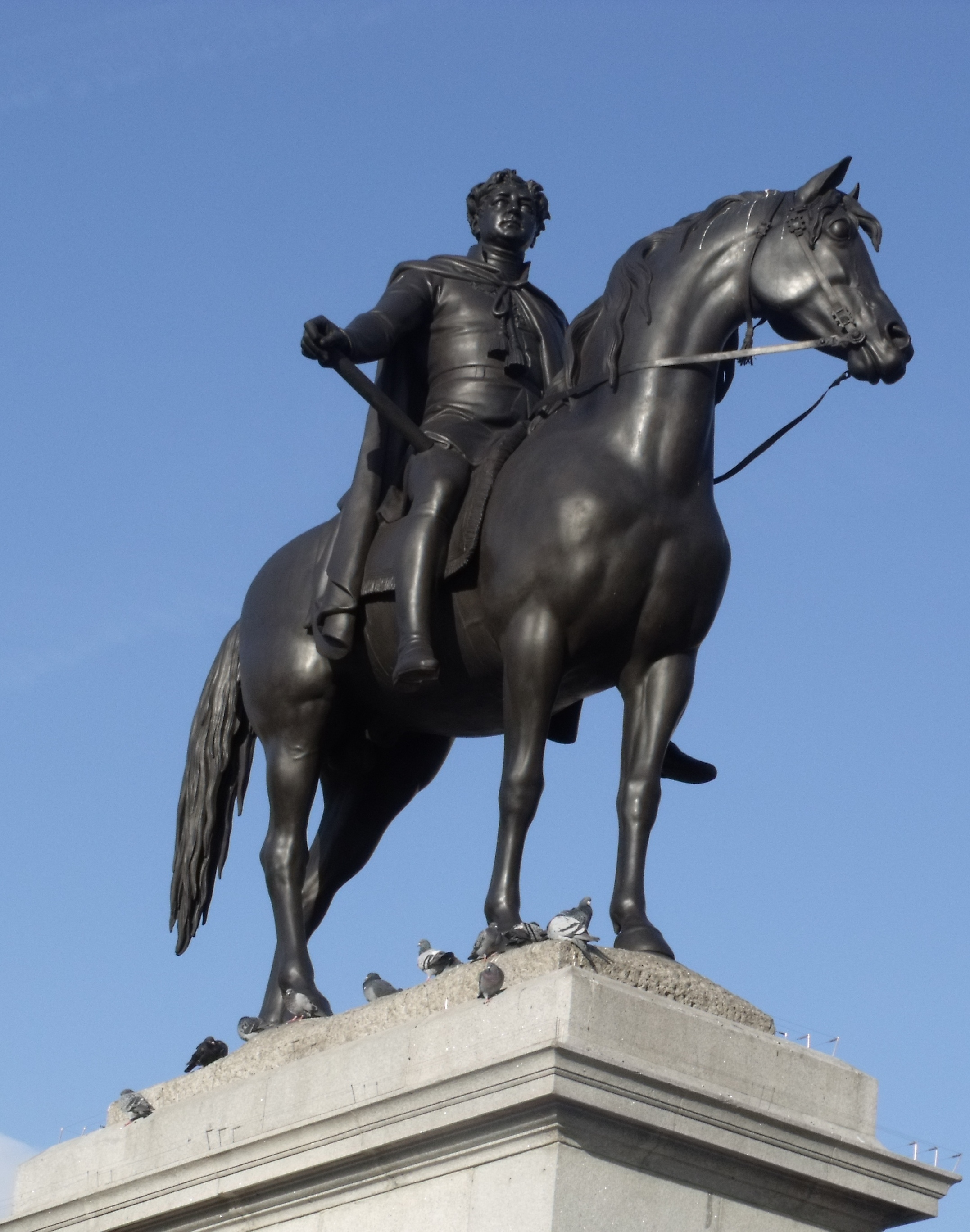
Bức tượng George IV cưỡi ngựa bằng đồng
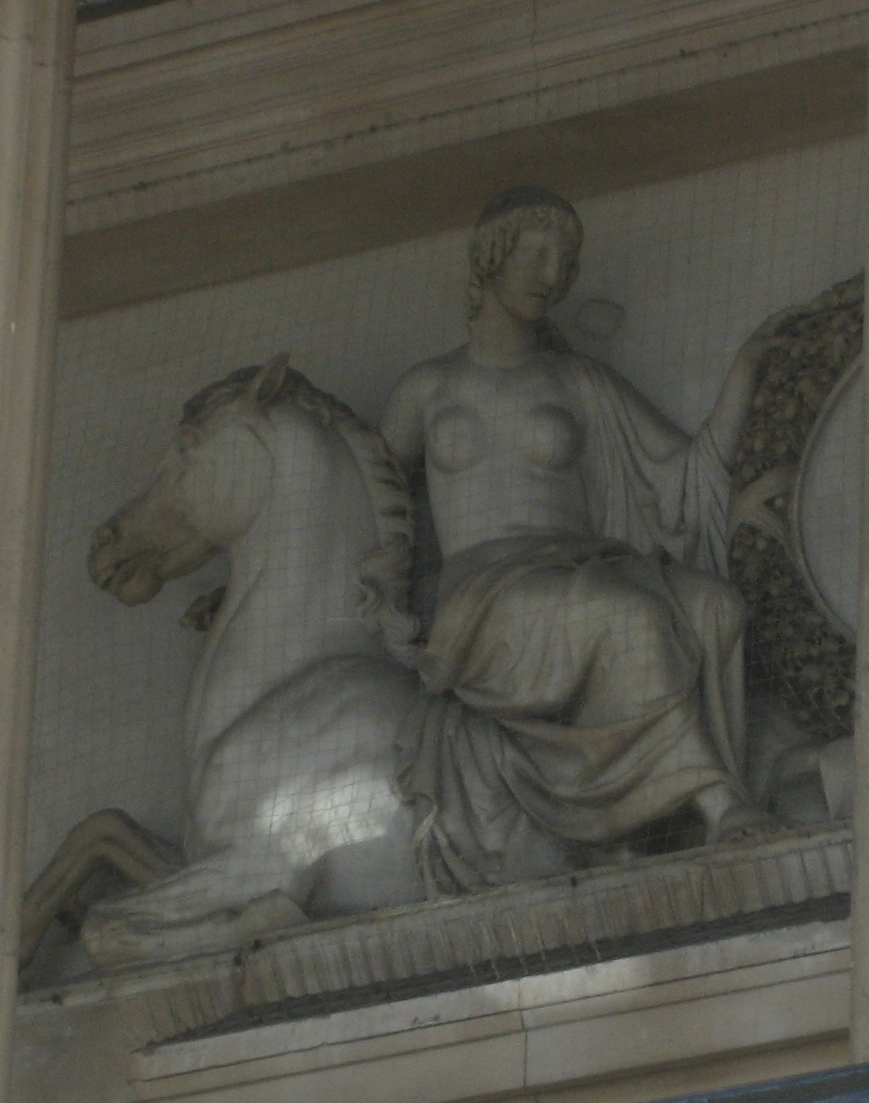
Europe
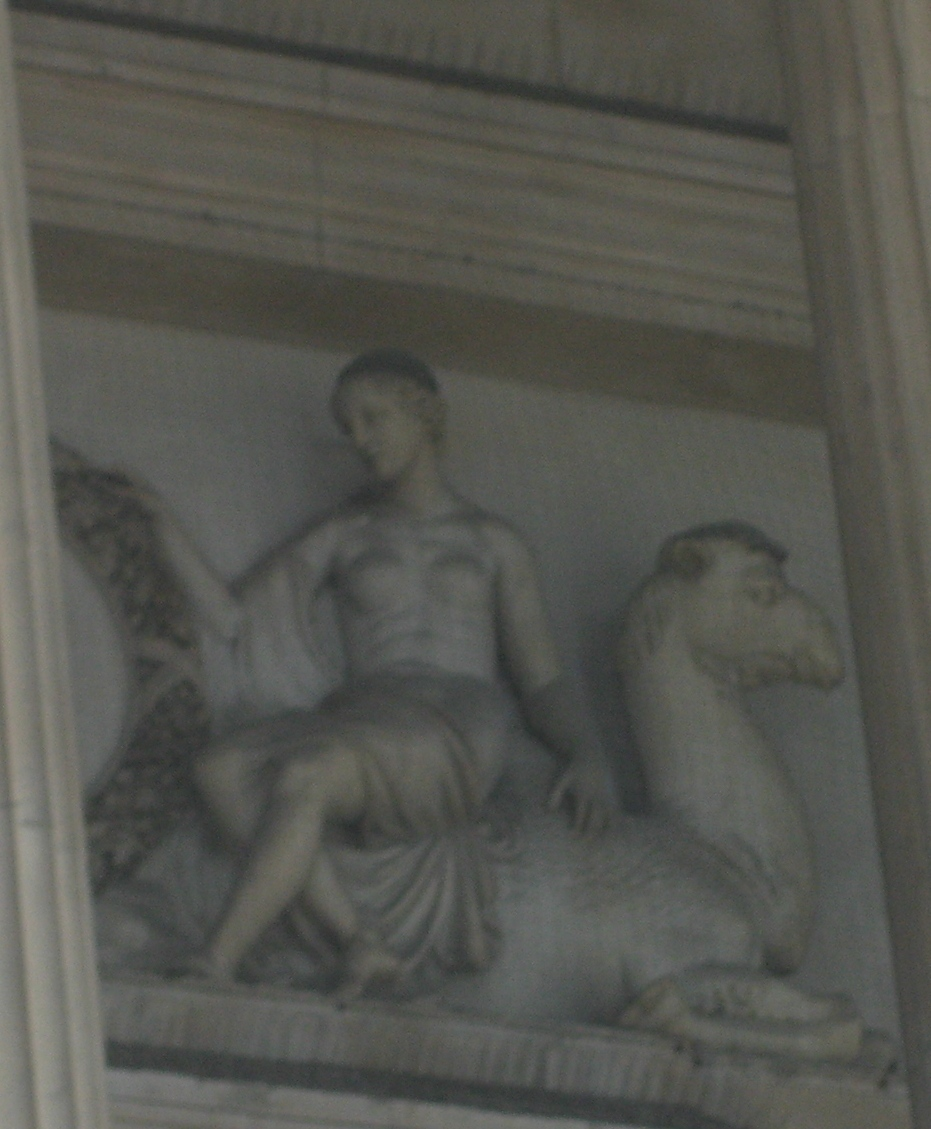
Asia/India
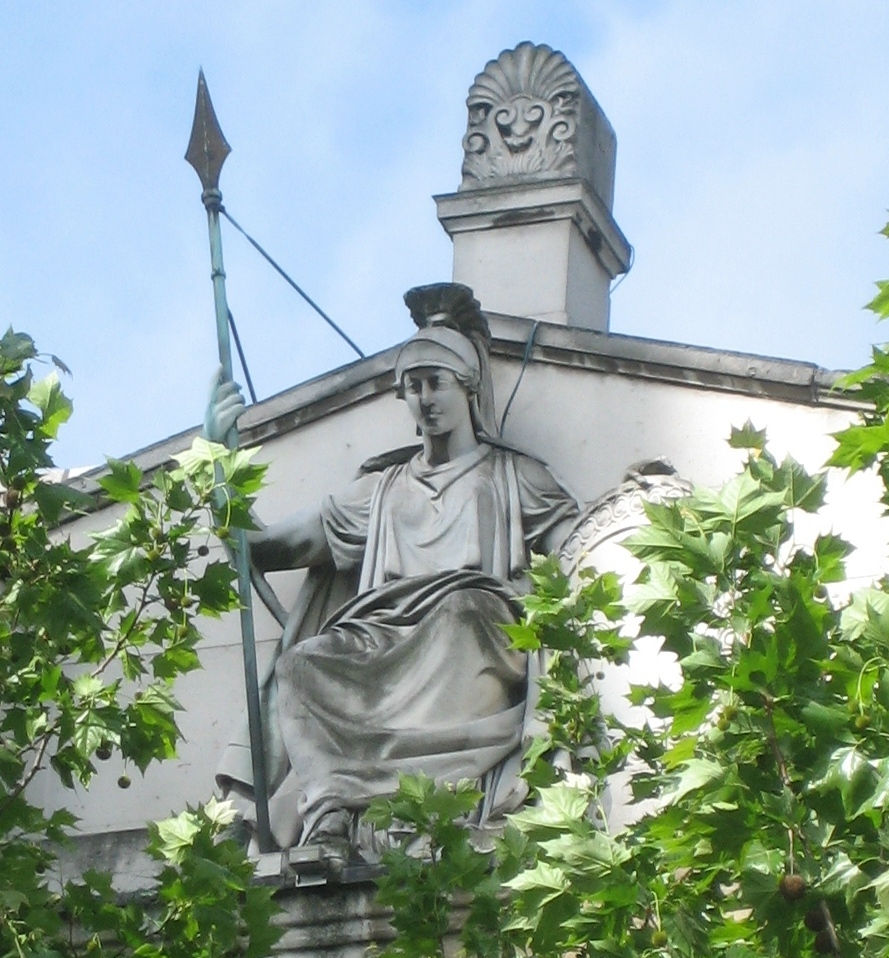
Britannia, bây giờ là Minerva